# Benny Moré

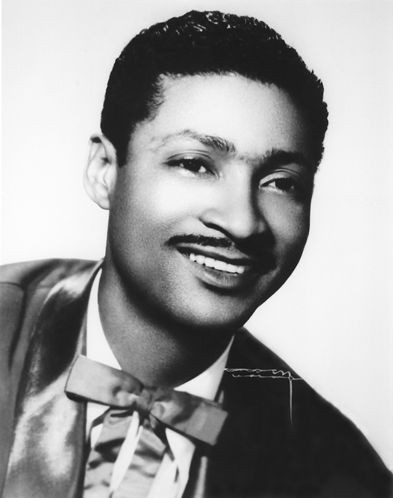
Benny Moré

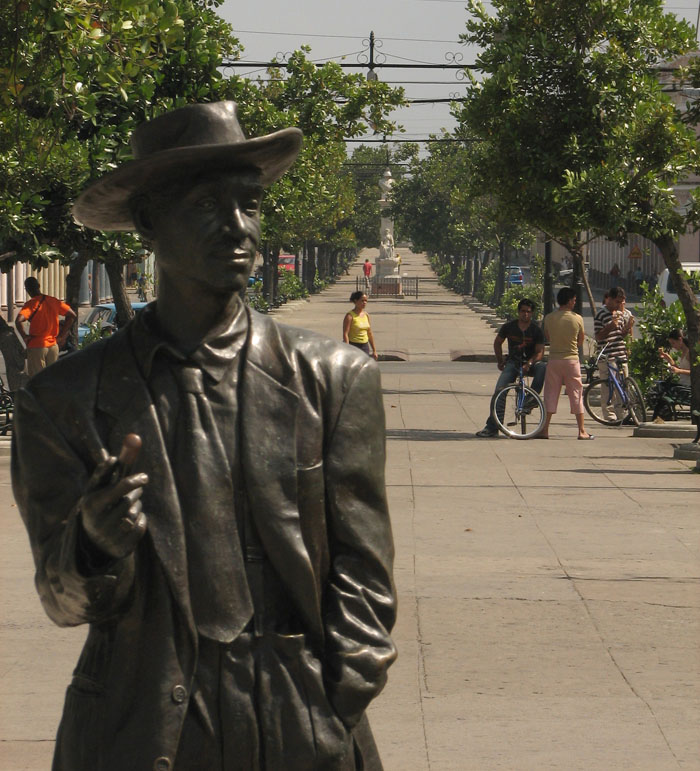
Bronzen standbeeld van Benny Moré

Maximiliano Bartolomé Moré Gutierrez (Santa Isabel de las Lajas, 24 augustus 1919 - Havana, 19 februari 1963), kortweg Benny Moré, wordt door vele liefhebbers van Cubaanse muziek gezien als de grootste Cubaanse zanger aller tijden. Hij had een aangeboren muzikaliteit en een vloeiende tenorstem die hij met grote expressiviteit wist te kleuren en fraseren. Moré beheerste alle genres van Cubaanse muziek, vooral mambo, son montuno, en bolero.
Moré stond bekend onder verschillende bijnamen, onder andere el Bárbaro del Mambo (de "wildeman van de mambo") en el Bárbaro del Rítmo.

## Biografie

### Jeugd
Moré werd geboren als oudste kind in een gezin van achttien kinderen. Zijn betovergrootvader van moeders kant, Ta Ramón Gundo Paredes, zou de zoon van een koning van een Congolese stam zijn, die na gevangengenomen te zijn door slavendrijvers, verkocht werd aan een Cubaanse plantage-eigenaar, en later op datzelfde eiland werd vrijgemaakt.
Als kind leerde Bartolomeo zichzelf spelen op zijn op zesjarige leeftijd zelfgemaakte gitaar, gemaakt van een plank en een koord.
In 1936 verliet hij op 17-jarige leeftijd Las Lajas en verhuisde naar Havana, waar hij een inkomen verkreeg met de verkoop van beschadigde groente en fruit en van geneeskrachtige kruiden. Een half jaar later kwam hij terug naar Las Lajas en ging hij met zijn broer Teodoro suikerriet kappen. Met het door Teodoro en hemzelf verdiende geld kocht hij zijn eerste echte gitaar.
Bartolomeo keerde in 1940 terug naar Havana, waar hij leefde als freelance muzikant in bars en cafés.
Zijn doorbraak kwam snel daarna dankzij een talentenjacht in het programma "Het Hooggerechtshof van de Kunst" van radiostation CMQ. De winnaars werden wurgcontracten door dubieuze zakenlieden aangeboden, de minder gefortuneerden werden getrakteerd op de vernedering van het geluid van een grote kerkklok die hun optreden bruut beëindigde.
Bij zijn eerste deelname was Moré nog maar nauwelijks begonnen te zingen, toen de bel al begon te luiden. Later deed hij nog een keer mee en won hij de eerste prijs. Hierdoor verkreeg hij zijn eerste vaste betrekking bij het septet Cauto van Mozo Borgellá. Ook zong hij op radiostation CMZ met het sextet Fígaro van Lázaro Cordero. In 1944 maakte hij zijn debuut op station 1010 met het Cuato kwartet.
Zijn grote doorbraak moest nog komen.

### Trío Matamoros
Siro Rodríguez van het beroemde Trío Matamoros hoorde Moré in de bar El Temple en was direct verkocht. Kort daarna werd het Conjunto Matamoros geboekt voor een optreden op 1010. Miguel Matamoros was helaas verhinderd en vroeg Mozo Borgellá om een zanger uit te lenen. Borguellá stuurde Moré, die vervolgens jarenlang bij de Matamoros zou blijven en verschillende platen met hen zou gaan opnemen.
Moré verving Miguel Matamoros as leadzanger van de band, de laatste legde zich toe op het leiden van de band.
In 1945 ging Moré met het Conjunto Matamoros naar Mexico, waar hij in het Montparnasse en de Río Rosa optrad, twee van de beroemdste cabaretten in die tijd. Ook nam hij er verschillende platen op. Het Conjunto Matamoros keerde zonder Moré terug naar Havana. Rafael Cueto wees Bartolomé Moré erop dat ezels in Mexico "bartolos" genoemd worden (normaal in Spaans "burros"). Moré nam daarop de artiestennaam Benny Moré aan.
Moré bleef desalniettemin zonder geld achter. Hij wist een werkvergunning van de artiestenvakbond te verkrijgen, waarmee hij een baan bij de Río Rosa kon krijgen, waar hij met Lalo Montané het Dueto Fantasma vormde.
Met het orkest van Mariano Mercerón maakte Benny Moré opnames voor RCA Victor, waaronder Me voy pal pueblo en Desdichado. Met Pérez Prado nam hij Bonito y sabroso, Mucho corazón, Pachito el che en Ensalada de mambo op.
Met Pérez nam hij ook Dolor carabali op, welk nummer hij beschouwde als zijn beste compositie opgenomen met Pérez Prado. Van dit nummer wilde hij nooit meer een nieuwe opname maken.
Het Mexicaanse publiek noemde hem de Prins van de Mambo.
Eind 1950 keerde Benny Moré terug naar Cuba. Ondanks dat hij een ster was in Mexico, Panama, Colombia, Brazilië en Puerto Rico, was hij nauwelijks bekend op zijn eigen eiland. Tussen de optredens in het Cadena Oriental vond Moré nog geregeld tijd om naar Havana af te reizen om bij de RCA-studio's opnames te maken. Zijn eerste Cubaanse opname was Bonito y sabroso.
Ook werkte hij in Havana voor radiostation RHC Cadena Azul met het orkest van Bebo Valdés, die de nieuwe stijl "batanga" introduceerde. Ibraín Urbino, de presentator van de show, kondigde Moré aan als El Bárbaro del Ritmo.
Nadat de batanga uit de smaak raakte, verbond Radio Progreso Moré aan het orkest van Ernesto Duarte. Naast optredens op de radio, trad hij ook op bij belangrijke evenementen.
In 1952 maakte hij een opnamen met het Orquesta Aragón en besloot om met deze groep in de danszalen op te treden. Het Orquesta Aragón was afkomstig van Cienfuegos en had moeite om in Havana voet aan de grond te krijgen; dankzij Moré lukte dat.
Op dat moment brak Moré met Duarte toen hij erachter kwam waarom Duarte hem niet meenam naar optredens op zaterdag en zondag: vanwege zijn zwarte huidskleur. Moré was woedend. Hij zou nooit meer optreden met Duartes orkest, en besloot om zijn eigen orkest te starten: de Banda Gigante was geboren.

### Banda Gigante
Het eerste optreden van de Banda Gigante was in het programma Cascabeles Candado van radiostation CMQ. De Banda was een groot ensemble, bestaande uit tegen de veertig muzikanten. Alleen de big band van Xavier Cugat was vergelijkbaar in omvang. Omdat Moré geen noten kon lezen, arrangeerde hij de muziek door de delen voor te zingen voor zijn muzikanten.
In 1954 en 1955 werd de Banda Gigante ontzettend populair. In 1956 en 1957 ging de band op tournee door Venezuela, Jamaica, Haïti, Colombia, Panama, Mexico en de Verenigde Staten, waar de groep optrad bij de Oscaruitreiking. In Havana trad de band op in de danszalen La Tropical en El Sierra, en vanaf 1960 in de Night and Day.
Een tournee door Europa (vooral in Frankrijk) wees Benny Moré echter af, vooral vanwege zijn vliegangst. Hij was al bij drie vliegtuigongelukken betrokken geweest.
In de nasleep van de revolutie ontvluchtten de meeste muzikanten het eiland Cuba. Benny Moré koos ervoor om op Cuba te blijven, om zo, zoals hij zei, "bij zijn mensen te blijven".

### Overlijden
Nadat Benny Moré in 1963 om 09:15 uur overleed aan cirrose in het ziekenhuis van Havana, bezochten ongeveer 100.000 fans zijn begrafenis.

### Eerbetonen
In Cienfuegos wordt ieder jaar in de maand september een festival gehouden dat de naam van Benny Moré draagt. Ook wordt Moré in herinnering gehouden door veel Cubaanse zangers, die zijn naam noemen in hun liedjes. De Nederlandse salsaformatie Cubop City Big Band eerde de zanger in 1998 op de cd Moré & More.
- Biblioteca Nacional de España: XX1079268
- Bibliothèque nationale de France: cb13954905b (data)
- Catàleg d'autoritats de noms i títols de Catalunya: 981058517521406706
- Gemeinsame Normdatei: 119066408
- International Standard Name Identifier: 0000 0000 5922 0332
- Library of Congress Control Number: n83139579
- MusicBrainz: 7dfd4a6f-5a28-4926-a8e3-4f532f813a7b
- Nationale Bibliotheek van Tsjechië: xx0050878
- Nederlandse Thesaurus van Auteursnamen: 156648253
- SNAC: w6q250d9
- Système universitaire de documentation: 087190338
- Virtual International Authority File: 5124060
- WorldCat: E39PBJwp3yHgqxGhFQpgD49hpP